# Muscicapidae
Los muscicápidos (Muscicapidae) son una familia de Aves paseriformes, concretamente del suborden Passeri (passerida), distribuidas principalmente por Eurasia y África.
Muchos miembros de esta amplia familia son pájaros insectívoros suelen ser de pequeño tamaño y tener alas relativamente largas, patas cortas y pico ancho y corto que les permite la caza en vuelo de insectos, a lo que deben su nombre genérico de papamoscas. Son características de los papamoscas típicos (Muscicapinae), que son en su mayoría arborícolas, su dificultad para andar por el suelo y su posición erguida al posarse. Suelen presentar un canto agradable y llamadas ásperas.
Las aves de la familia Muscicapidae son un grupo fascinante y diverso que contribuye enormemente al equilibrio de sus ecosistemas. Con su amplia gama de adaptaciones físicas, rasgos conductuales y roles ecológicos, se destacan como una de las familias más intrigantes dentro del mundo aviar. Desde los colores llamativos del petirrojo europeo hasta las técnicas de caza aérea de los papamoscas, las aves de Muscicapidae demuestran una notable diversidad y capacidad de adaptación frente a los entornos cambiantes.

## Características

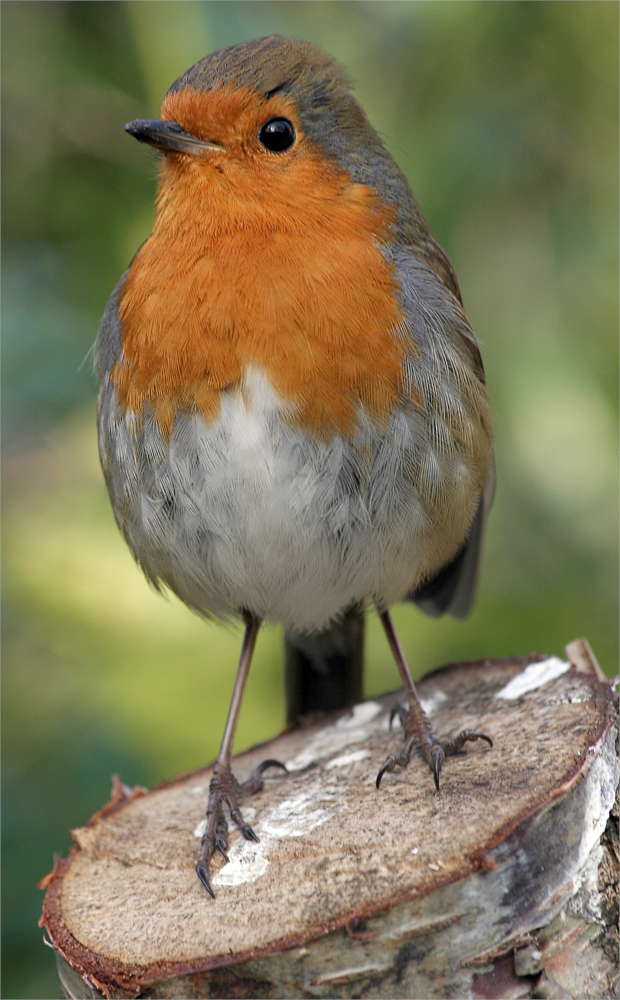
La subespecie británica E. rubecula melophilus de petirrojo europeo solo difiere ligeramente de las aves continentales.

La familia Muscicapidae, comúnmente conocida como los papamoscas del Viejo Mundo, es un grupo diverso de aves paseriformes de tamaño pequeño a mediano. Se encuentran principalmente en el Viejo Mundo, incluyendo Europa, Asia y partes de África. La familia se caracteriza por una amplia variedad de especies, que van desde los papamoscas de colores brillantes y los mirlos hasta los papamoscas más discretos y menos visibles. A pesar de sus variaciones, estas aves comparten una serie de características comunes que las distinguen en el mundo aviar.
Muscicapidae pertenece al orden Passeriformes, que es el orden de aves más grande y contiene muchas otras aves cantoras. La familia en sí misma incluye más de 300 especies, clasificadas en aproximadamente 50 géneros. Estas aves habitan una amplia variedad de ecosistemas, desde bosques y praderas hasta áreas urbanas, aunque la mayoría se asocia con entornos forestales. Si bien muchas especies de Muscicapidae son migratorias, otras permanecen residentes durante todo el año.
La familia Muscicapidae incluye varias subfamilias bien conocidas, como Muscicapinae (que incluye a los papamoscas típicos), Turdinae (que incluye a los mirlos) y Saxicolinae (que incluye a los robins y los chats). Estas subfamilias ayudan a definir el rango de rasgos físicos y conductuales observados en toda la familia.
Las aves de Muscicapidae suelen tener cuerpos pequeños y compactos, con la mayoría de las especies midiendo entre 10 y 25 cm de longitud. Su estructura general es aerodinámica, adecuada para su dieta principalmente insectívora. Suelen tener picos fuertes y puntiagudos que les permiten capturar insectos, y sus patas son cortas y robustas, lo que les permite posarse con facilidad.
El plumaje de las especies de Muscicapidae puede ser increíblemente variado. Mientras que muchas de ellas exhiben una coloración opaca en tonos marrones o grises que les ayuda a camuflarse, otras tienen colores más vibrantes. Algunas especies, como el petirrojo europeo (Erithacus rubecula), muestran pechos de color rojo brillante u naranja, mientras que el macho del papamoscas azul y blanco (Cyanoptila cyanomelana) exhibe llamativos tonos de azul.
Una característica clave de los miembros de Muscicapidae es su vocalización. La mayoría de estas aves son conocidas por sus melodiosos cantos y llamadas, que utilizan para comunicarse y defender su territorio. Las vocalizaciones varían ampliamente entre las especies, con algunas aves capaces de producir canciones complejas, mientras que otras emiten silbidos o trinos simples.

## Conducta

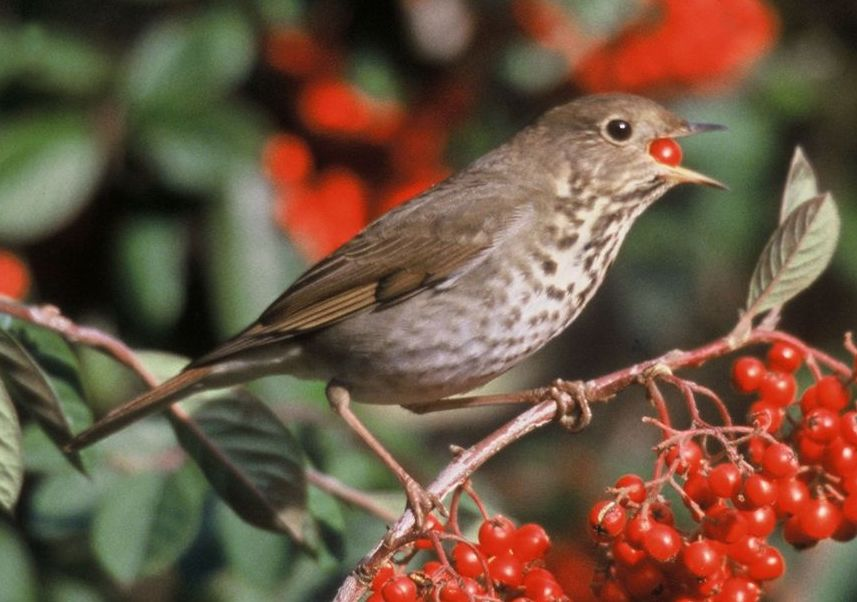
Ejemplar de zorzal ermitaño Catharus guttatus.

Las aves de Muscicapidae son conocidas por su comportamiento activo y enérgico, especialmente cuando cazan. Como su nombre común "papamoscas" sugiere, muchas de estas aves se especializan en atrapar insectos en el aire. A menudo se posan en lugares expuestos, desde donde lanzan vuelos rápidos y cortos para atrapar a sus presas. En algunos casos, como en el caso del papamoscas europeo común (Ficedula hypoleuca), las aves permanecen suspendidas brevemente antes de capturar su objetivo.
Además de capturar insectos en el aire, algunas especies también cazan recolectando insectos de troncos de árboles, hojas y otras superficies. Este método es particularmente común en los papamoscas que habitan los bosques, que utilizan su agudo sentido de la vista para seguir el movimiento de sus presas. Sus estrategias de alimentación pueden variar significativamente dependiendo de su hábitat y de la especie en cuestión.
En cuanto a la reproducción, la mayoría de las especies de Muscicapidae son territoriales, con los machos utilizando el canto y las exhibiciones para establecer y defender su territorio. Los sitios de anidación varían ampliamente entre especies, pero muchos papamoscas construyen sus nidos en ramas de árboles, arbustos o incluso en estructuras hechas por el hombre. Los nidos suelen estar hechos de materia vegetal, plumas y otros materiales suaves, con la hembra normalmente poniendo entre dos y seis huevos, dependiendo de la especie.

## Ecología
Las aves de Muscicapidae desempeñan un papel esencial en sus ecosistemas como insectívoras. Su dieta ayuda a controlar la población de diversas especies de insectos, incluyendo aquellos que pueden ser plagas para los cultivos o dañinos para las plantas. En algunos casos, su rol en el control de insectos se extiende a tierras agrícolas, donde pueden ayudar a reducir la necesidad de pesticidas químicos.
Además de su rol ecológico, las especies de Muscicapidae también son importantes en cuanto a la dispersión de semillas. Aunque muchas de las especies de esta familia son principalmente insectívoras, algunas especies, especialmente dentro de la subfamilia Turdinae (mirlos), también consumen frutas. Este consumo de frutas puede ayudar en la dispersión de semillas, contribuyendo a la propagación de plantas.

## Conservación y Amenazas
Muchas especies dentro de la familia Muscicapidae no se consideran en peligro significativo, pero como muchas otras familias de aves, están amenazadas por la pérdida de hábitat, el cambio climático y las actividades humanas. La deforestación y la urbanización han reducido los hábitats adecuados para algunas especies. En particular, las especies migratorias son vulnerables a los cambios en la disponibilidad de fuentes de alimento y sitios de cría debido a las fluctuaciones climáticas. Los esfuerzos de conservación, que incluyen la protección de hábitats y el monitoreo de las poblaciones, son esenciales para garantizar la supervivencia a largo plazo de estas aves.

## Taxonomía
El nombre Muscicapa para la familia fue introducido por el naturalista escocés John Fleming en 1822. Este término había sido utilizada anteriormente para el género Muscicapa por el zoólogo francés Mathurin Jacques Brisson en 1760. Muscicapa viene del latín musca que significa mosca y capere atrapar.
En 1910 al ornitólogo alemán Ernst Hartert le resultó imposible definir los límites entre las tres familias Muscicapidae, Sylviidae (currucas del Viejo Mundo) y Turdidae (zorzales). Por lo tanto, las trató como subfamilias de una familia ampliada de papamoscas que también incluía a Timaliidae (balbuceadores del Viejo Mundo) y Monarchidae (papamoscas monarca). Cuarenta años más tarde, los ornitólogos estadounidenses Ernst Mayr y Dean Amadon adoptaron una disposición similar en un artículo publicado en 1951. Su gran familia Muscicapidae, a la que denominaron "insectívoros primitivos", contenía 1460 especies divididas en ocho subfamilias. El uso del grupo ampliado fue aprobado por un comité creado tras el Undécimo Congreso Internacional de Ornitología (International Ornithological Congress) celebrado en Basilea en 1954. Estudios posteriores de hibridación ADN-ADN realizados por Charles Sibley y otros demostraron que las subfamilias no estaban estrechamente relacionadas entre sí. Como resultado, el gran grupo se dividió en varias familias separadas, aunque durante un tiempo la mayoría de las autoridades siguieron manteniendo a los tordos en Muscicapidae. En 1998 la Unión Americana de Ornitólogos (American Ornithologists' Union) decidió tratar a los tordos como una familia separada en la séptima edición de su Check-list of North American birds y posteriormente la mayoría de los autores han seguido su ejemplo.

## Subfamilias y géneros

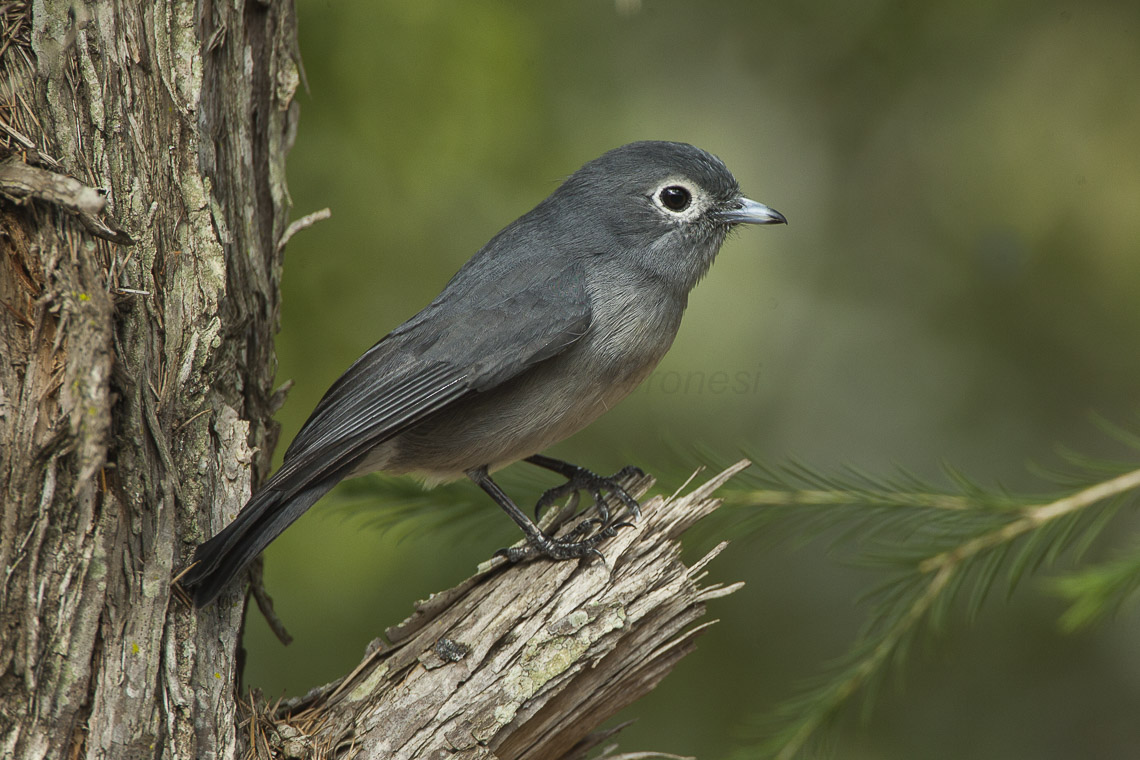
Melaenornis fischeri.

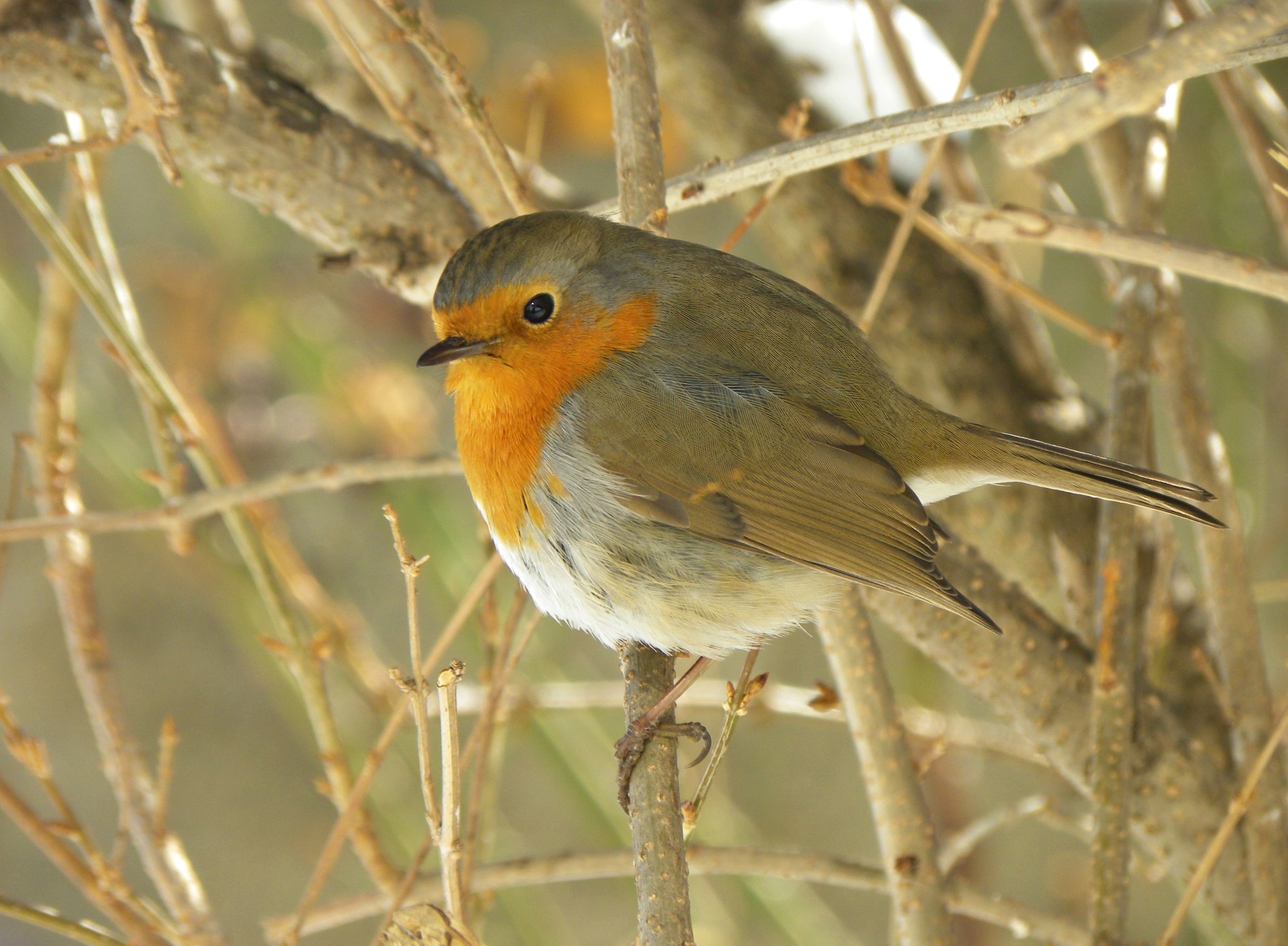
Erithacus rubecula.

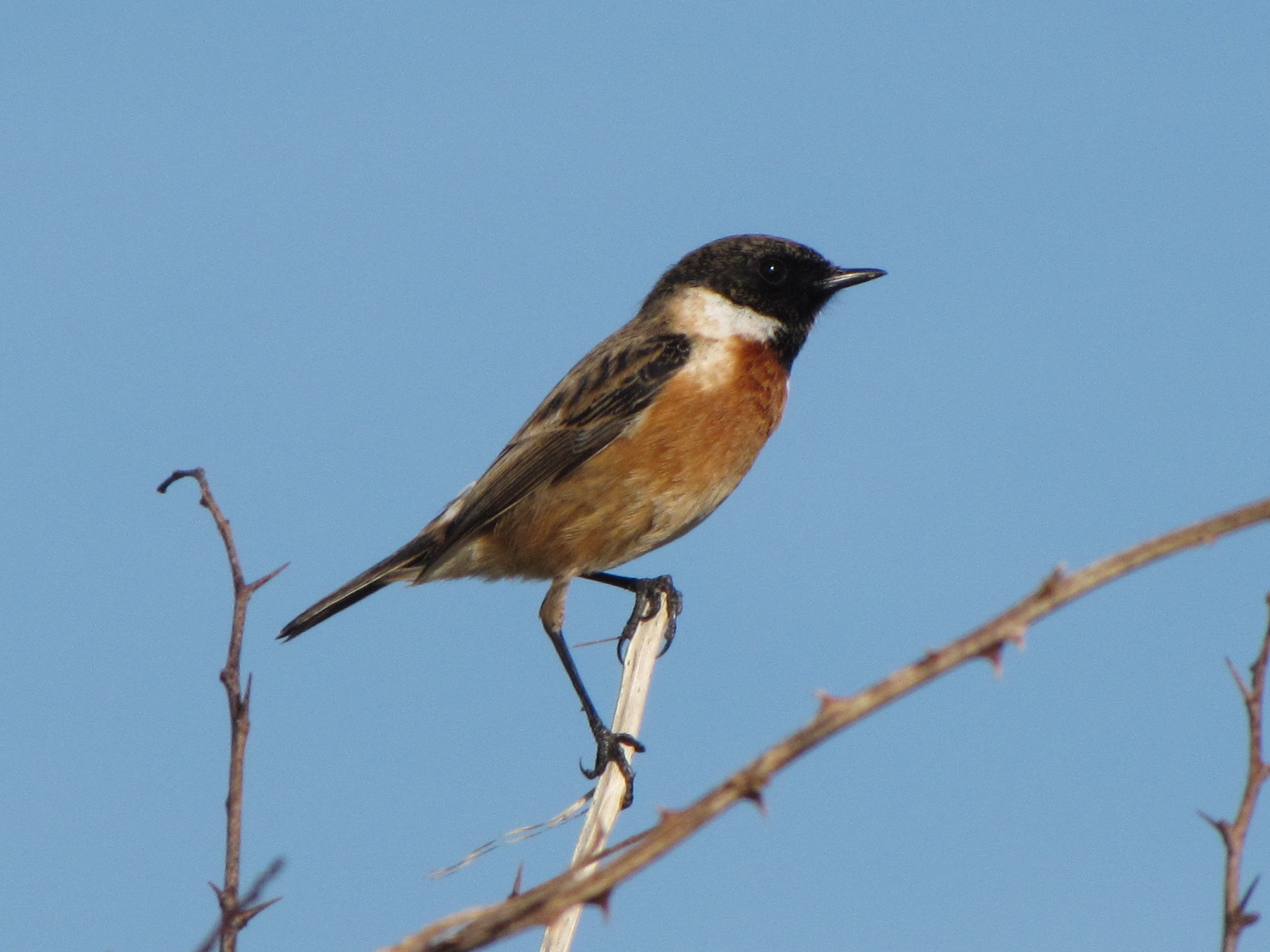
Saxicola rubicola.

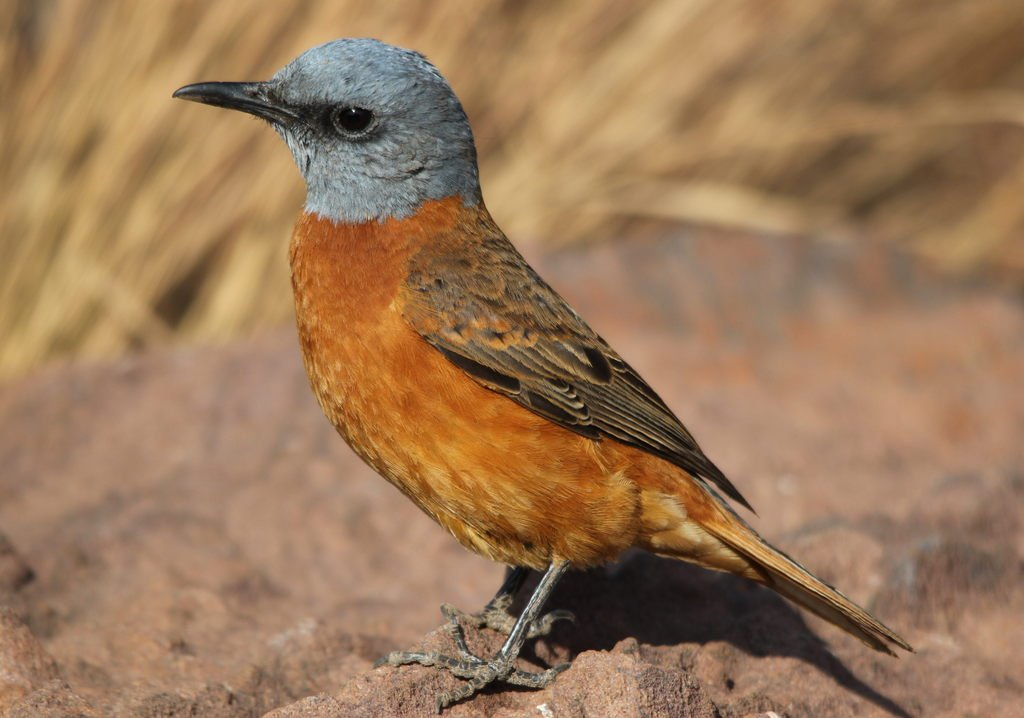
Monticola rupestris.

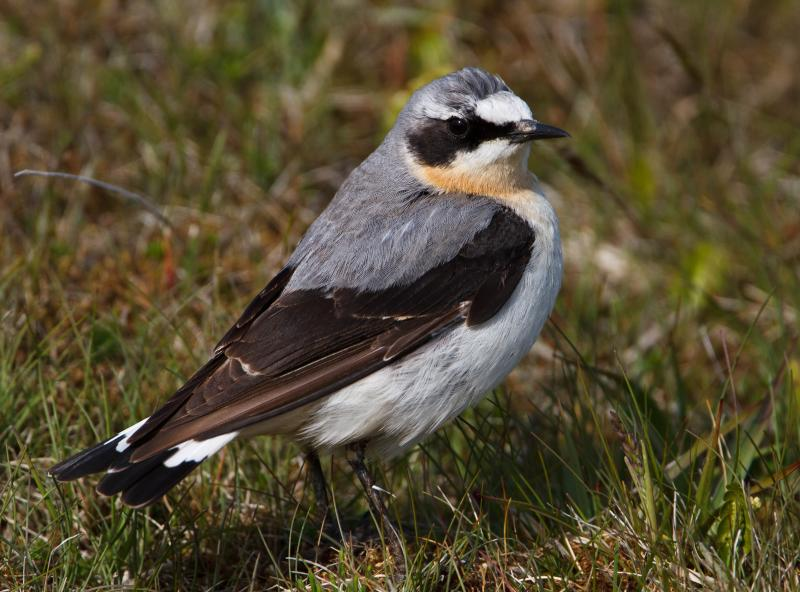
Oenanthe oenanthe.

La clasificación de los géneros dentro de la familia Muscicapidae es:
- Subfamilia Muscicapinae
  - Tribu Alethini
    - Alethe

  - Tribu Copsychini
    - Cercotrichas
    - Copsychus

  - Tribu Muscicapini
    - Fraseria
    - Myioparus
    - Melaenornis
    - Empidornis
    - Muscicapa
    - Namibornis
- Subfamilia Niltavinae[21]
  - Anthipes
  - Cyornis
  - Niltava
  - Cyanoptila
  - Eumyias
  - Sholicola[22]
- Subfamilia Erithacinae
  - Erithacus
  - Chamaetylas
  - Cossyphicula
  - Cossypha
  - Swynnertonia
  - Pogonocichla
  - Stiphrornis
  - Sheppardia
  - Cichladusa
- Subfamilia Saxicolinae
  - Heinrichia
  - Leonardina
  - Heteroxenicus
  - Brachypteryx
  - Vauriella
  - Larvivora
  - Luscinia
  - Irania
  - Calliope
  - Myiomela
  - Tarsiger
  - Enicurus
  - Myophonus
  - Cinclidium
  - Ficedula
  - Muscicapella
  - Phoenicurus
  - Monticola
  - Saxicola
  - Campicoloides
  - Emarginata
  - Pinarochroa
  - Thamnolaea
  - Myrmecocichla
  - Oenanthe
- Incertae sedis
  - Pinarornis
  - Humblotia